# Arseniksyrlighet
Arseniksyrlighet, As(OH)3, är en kemisk förening, vars salter kallas arseniter.
Molekylen har en pyramidform: I mitten en arsenikatom omgiven av tre hydroxidjoner.
Ämnet är giftigt, cancerogent.

## Trivialnamn
- Acidum arsenicosum
- Giftmjöl
- Vit arsenik